# 杨照辉 (1963年)
杨照辉（1963年4月—），云南嵩明人，汉族，中国共产党党员。中华人民共和国政治人物、第十三届全国人民代表大会云南省代表。

## 生平
2018年，杨照辉被选为云南省出席第十三届全国人民代表大会代表。